# Хипократ Хиоски
Хипократ са Хиоса (стгрч. Ἱπποκράτης ὁ Χῖος; Хиос, друга половина 5. века п. н. е), грчки математичар, аутор првог уџбеника математике; обухватио је резултате Питагорине геометрије и изгледа да је послужио Еуклиду као основ. Део који је сачуван из Хипократовог списа представља једини фрагмент предалександријске математике.